# Elisabeth von Bayern (1383–1442)

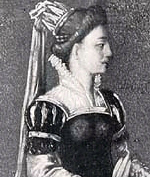
Elisabeth von Bayern

Elisabeth von Bayern-Landshut (* 1383 auf der Burg Trausnitz, Landshut; † 13. November 1442 in Ansbach), genannt die Schöne Else. Sie ist die Stammmutter aller brandenburgischen Kurfürsten aus dem Hause Hohenzollern, aller preußischen Könige und deutschen Kaiser. 
Elisabeth war eine Tochter Herzog Friedrichs von Bayern-Landshut und seiner zweiten Frau Maddalena Visconti. Sie vermählte sich am 18. September 1401 mit Friedrich VI. von Hohenzollern, Burggraf von Nürnberg, der 1415 als Friedrich I. zum Markgrafen von Brandenburg und Kurfürsten des Heiligen Römischen Reichs erhoben wurde.
Während der langen Abwesenheitszeiten ihres Gatten, der nach Italien, Ungarn, auf das Konzil zu Konstanz zog und im Reichsdienst als Reichsverweser während der Abwesenheit König Sigismund I. tätig war, wie auch als Reichshauptmann während der Hussitenkriege, vertrat sie ihn klug und energisch trotz allerlei Herausforderungen. Durch ihren dritten Sohn Albrecht Achilles ist sie die Stammmutter des hohenzollernschen Königshauses Preußens geworden sowie der deutschen Kaiser.
Auf der ehemaligen Berliner Siegesallee, wo die regierenden Markgrafen Brandenburgs als überlebensgroße Statue aufgestellt wurden, war Elisabeth in Form eines Reliefs als einzige Frau berücksichtigt worden.

## Nachkommen
Mit Friedrich hatte sie zehn Kinder:
- Elisabeth (1403–1449)

⚭ 1. 1418/20 Herzog Ludwig II. von Liegnitz und Brieg (1380/5–1436)
⚭ 2. 1438/39 Herzog Wenzel von Teschen (1413/18–1474)
- Johann der Alchemist (1406–1464), verzichtet auf die Erstgeborenenrechte 1437, Markgraf von Kulmbach-Bayreuth

⚭ 1416 Prinzessin Barbara von Sachsen-Wittenberg (1405–1465)
- Cäcilie (1405–1449)

⚭ 1423 Herzog Wilhelm I. von Braunschweig-Lüneburg (1392–1482)
- Margarete (1410–1465)

⚭ 1. 1423 Herzog Albrecht V. zu Mecklenburg (1397–1423)
⚭ 2. 1441 Herzog Ludwig VIII. von Bayern-Ingolstadt (1403–1445)
⚭ 3. 1446 Graf Martin von Waldenfels († 1471)
- Magdalena (1412–1454)

⚭ 1426 Herzog Friedrich II. von Braunschweig-Lüneburg (1418–1478)
- Friedrich II. Eisenzahn (1413–1471), Kurfürst von Brandenburg

⚭ 1446 Prinzessin Katharina von Sachsen (1421–1476)
- Albrecht III. Achilles (1414–1486), Kurfürst von Brandenburg

⚭ 1. 1446 Prinzessin Margarete von Baden (1431–1457)
⚭ 2. 1458 Prinzessin Anna von Sachsen (1437–1512)
- Sophie (1416–1417)
- Dorothea (1420–1491)

⚭ 1432 Herzog Heinrich IV. von Mecklenburg (1417–1477)
- Friedrich (III.) der Fette (1424–1463), Herr der Altmark 1447

⚭ 1449 Prinzessin Agnes von Pommern (1436–1512)